# Malacosoma californicum
Malacosoma californicum (Packard, 1864) è un lepidottero appartenente alla famiglia Lasiocampidae, diffuso in America Settentrionale.

## Descrizione

### Larva

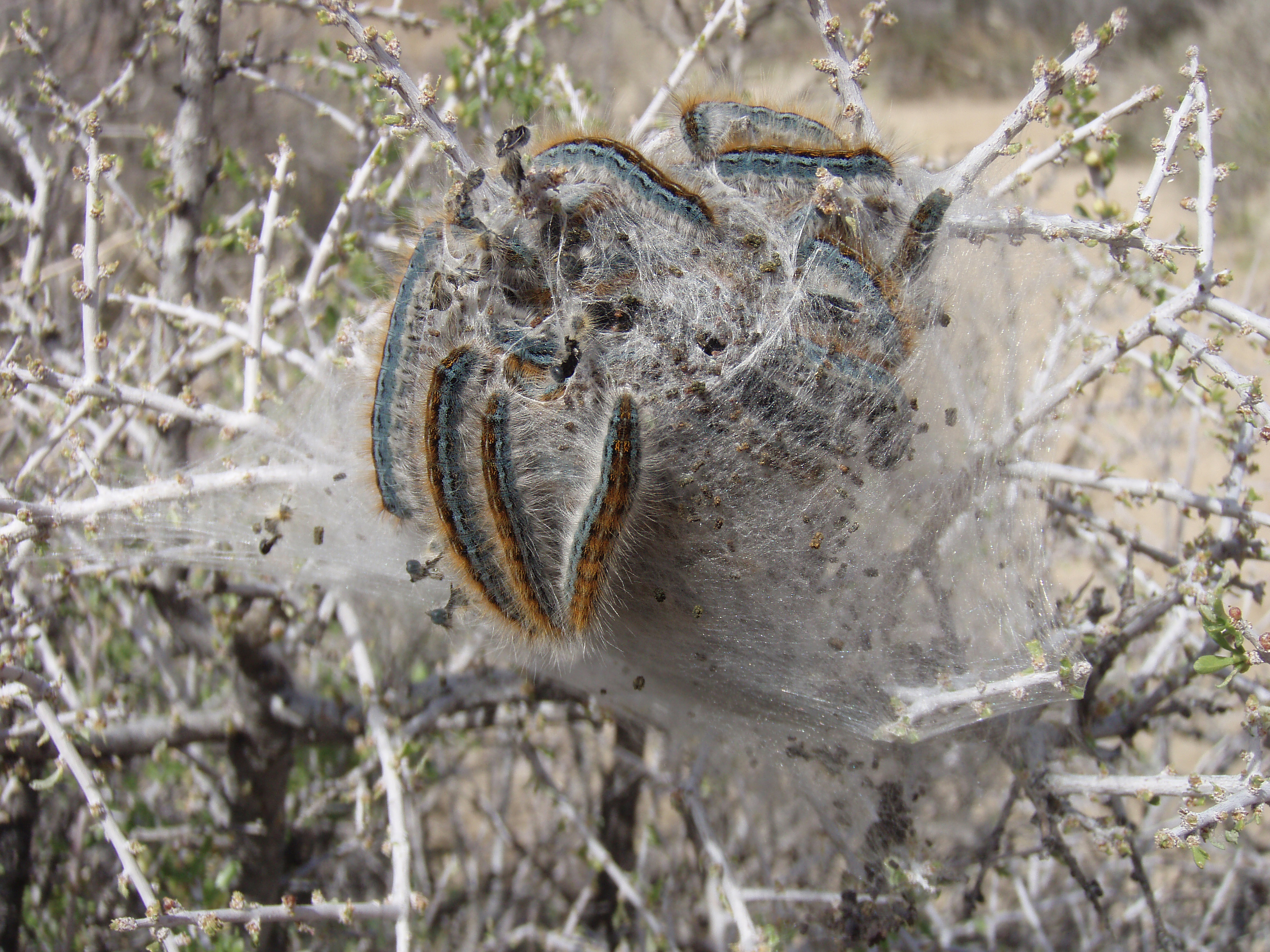
Bruchi di Malacosoma californicum

I bruchi sono caratterizzati da numerose estroflessioni superficiali e assumono una colorazione molto appariscente con striature longitudinali nere e azzurre lateralmente, gialle e bianche dorsalmente. Costruiscono delle strutture setose attorno ai rami degli alberi che infestano; sono particolarmente dannosi in quanto sono in grado di defogliare anche completamente gli alberi sui quali vivono. 
I bruchi sono particolarmente soggetti a infezione da virus della poliedrosi nucleare (NPV), specialmente in particolari condizioni di temperatura ambientale.

### Adulto

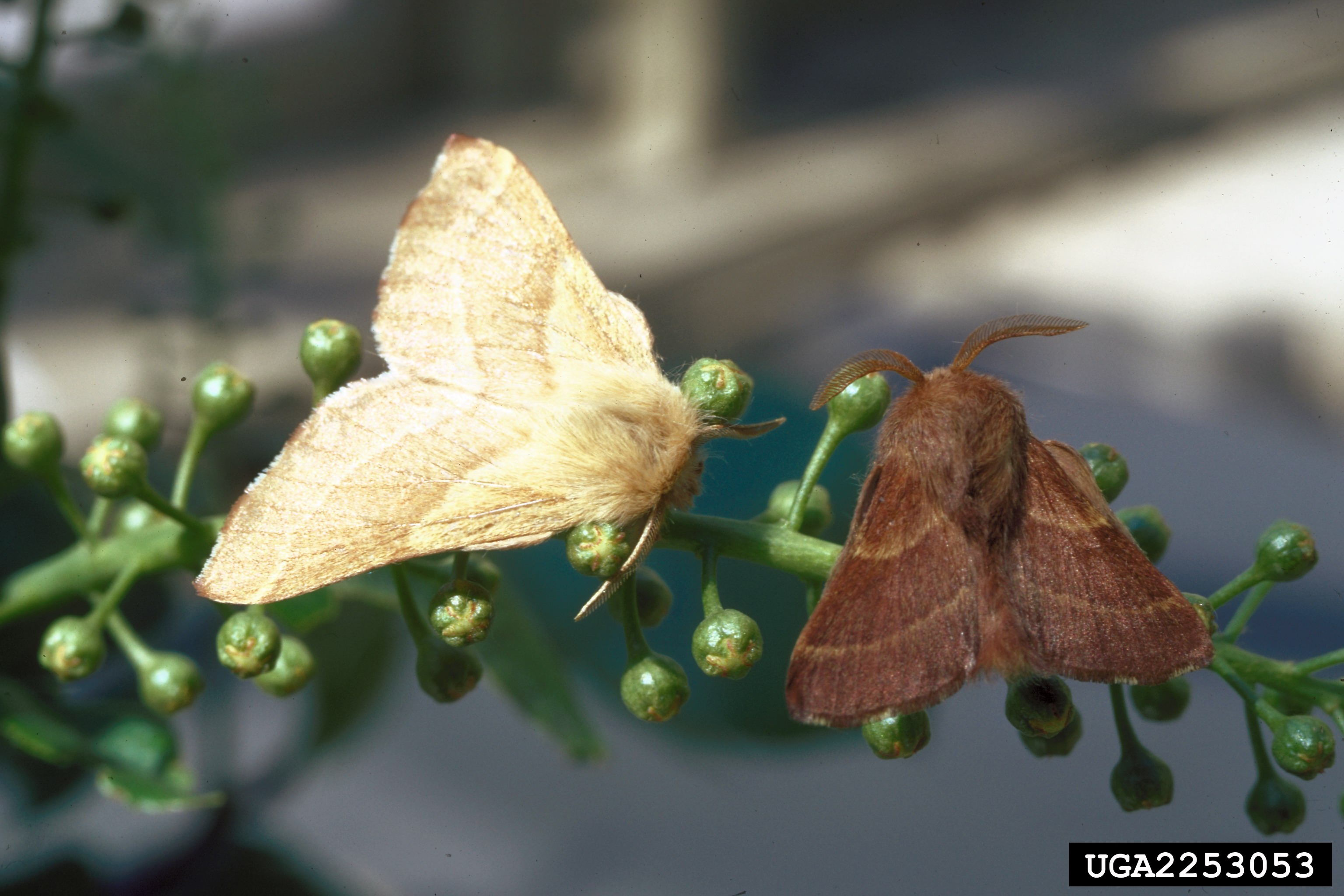
Esemplari adulti di Malacosoma californicum, femmina (sulla sinistra) e maschio (sulla destra)

L'adulto ha un'apertura alare di circa 3 cm. Inoltre la femmina assuma una colorazione che appare decisamente più chiara rispetto al maschio, così come accade per Lasiocampa quercus.

## Distribuzione
Sono localizzati in Nord America, Messico ed Eurasia. Sono state descritte 26 specie, sei delle quali sono presenti esclusivamente in Nord America.